# Jean de Vienne
Pour les articles homonymes, voir Jean de Vienne (frégate) et Vienne.
Pour les autres membres de la famille, voir Guillaume de Vienne.
Jean de Vienne, né à Dole vers 1325 et mort à la bataille de Nicopolis le 25 septembre 1396, est un militaire franc-comtois au service du Royaume de France, connu pour son rôle dans la marine de guerre.

## Biographie

### Jeunesse
Issu de la lignée franc-comtoise des comtes de Vienne, il fut, entre autres, seigneur de Roulans, de Chevigny (fief paternel,), de Chevigny-Saint-Sauveur (un fief de sa famille maternelle) et de Meursault en partie (fief maternel), aussi de St-Ursanne en Porrentruy (par acquisition). On l'a souvent confondu avec son oncle et homonyme, Jean de Vienne (mort le 4 août 1351 à Paris ; gouverneur et défenseur de Calais lors du siège de la place entrepris par Édouard III en 1346-1347). Son frère Guillaume (mort en 1407) fut archevêque de Rouen et sa sœur Jeanne (morte en 1360) eut comme époux Jean III de Nans (mort en 1381). Tous ces personnages appartiennent à la maison de Vienne.
Fils de Guillaume Ier ou II de Vienne (de Mirebel), sire de Roulans (vers 1305-1360 ; fils cadet de Jean Ier de Vienne sire de Mirebel) et de Claudine (ou Marguerite) de Chaudenay (vers 1315-1349), ses jeunes années demeurent obscures. Le testament de son père révèle qu'il fut l'aîné d'une fratrie de huit enfants. Il eut trois frères (Guillaume, Simon et Odet) et quatre sœurs (Jeanne, Jaquette, Marguerite et Catherine).
Guillaume (mort en 1407), son frère, était archevêque de Rouen, évêque d'Autun et de Beauvais, abbé de Saint-Martin d'Autun et de Saint-Seine. Leur neveu Jean de Nant, archevêque de Vienne puis évêque de Paris.

### Début de carrière
Sa carrière militaire débute alors qu'il n'a que dix-sept ans. Il est signalé aux alentours d'Avallon en 1358 sous le commandement de son parent Jacques de Vienne, seigneur de Longwy, capitaine général des Guerres de Bourgogne, oncle paternel de Guillaume de St-Georges et Ste-Croix. De 1358 à 1364, Jean participe à la lutte contre les grandes compagnies, bandes de combattants et de mercenaires jetées sur les routes du royaume à la suite du traité de Brétigny (1360). Il est signalé à la bataille de Brignais (1362). Il est créé chevalier de l' ordre du Collier, en 1364, par le comte de Savoie.
Il participe également à la bataille de Cocherel, aux côtés de Bertrand du Guesclin, et qui devait déboucher sur le sacre de Charles V.
De 1365 à 1367, il participe à la croisade du Comte Vert Amédée VI de Savoie. Il devient par la même occasion chevalier de l'ordre de l'Annonciade.

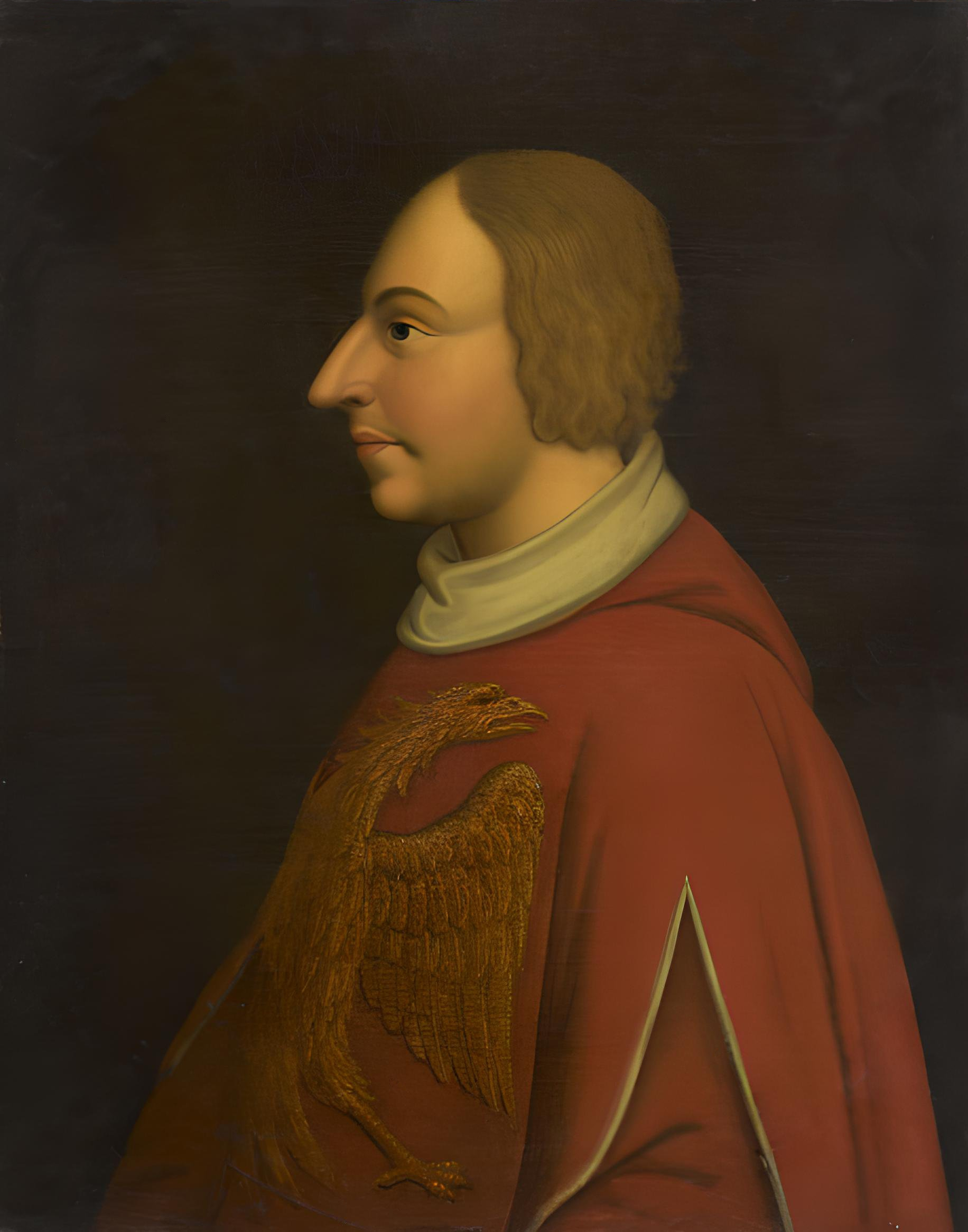
Portrait, par Jean Pierre Franque, 1840. Huile sur toile, figure (homme, buste, profile) Reproduction, publiée dans Du Guesclin II, p.58

De retour en France, il prend part une nouvelle fois à la lutte contre les Compagnies avant de se lancer, aux côtés du duc d'Anjou, frère de Charles V, dans la reconquête du royaume. Ainsi, entre 1369 et 1373, il est signalé, entre autres, à Montpon-Ménestérol et Sainte-Sévère. Il prend une part active dans la libération de l'Aquitaine et de l'Anjou.
On le retrouve sur mer, en 1372, aux côtés du capitaine de galères Reynier Grimaldi.

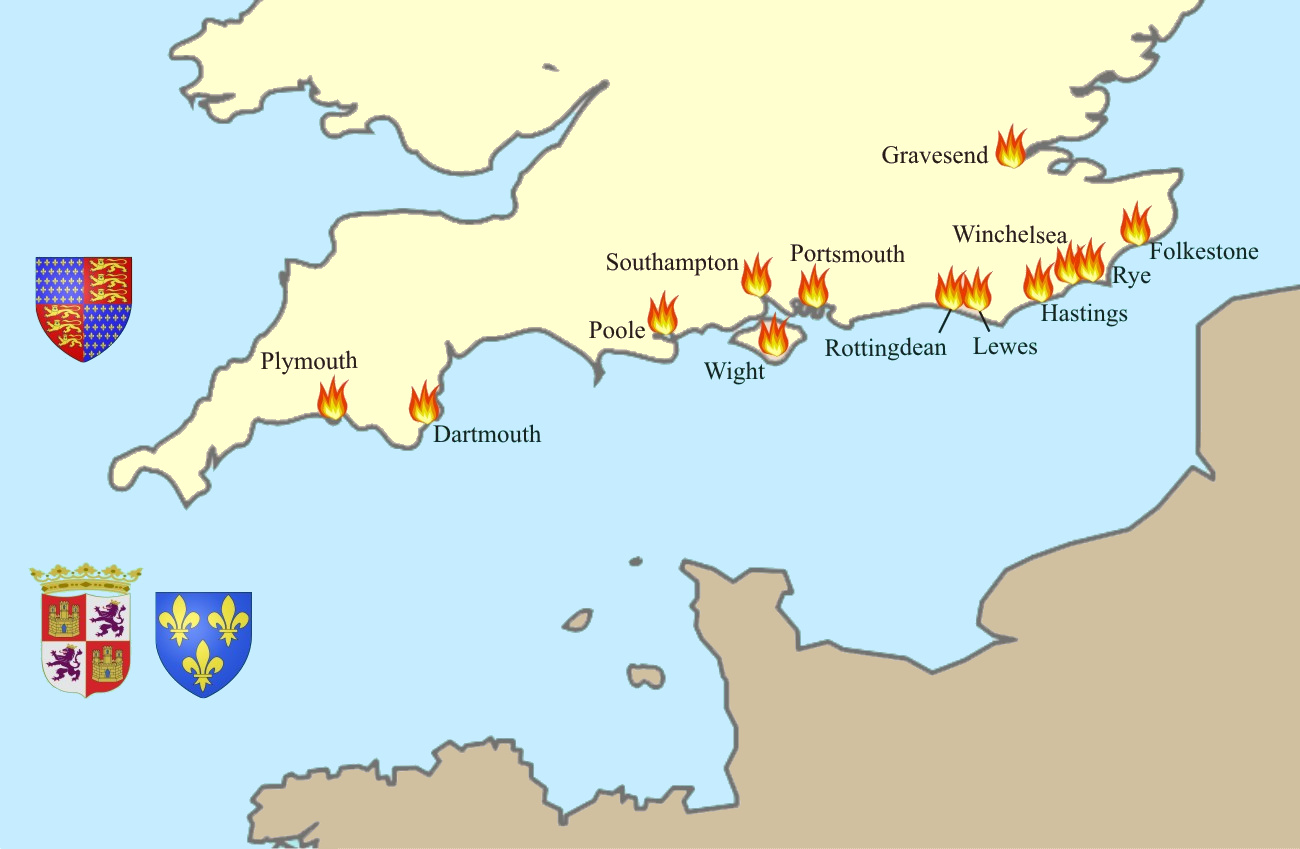
Principales attaques menées sur les côtes anglaises par les escadres de Jean de Vienne (1377-1380).

En 1373, lors de la désastreuse chevauchée du duc de Lancastre, il réussit à surprendre un détachement anglais à proximité d'Oulchy-le-Château et parvint à capturer plusieurs chevaliers. Ce fait d'armes a certainement dû finir par convaincre le roi de sa haute valeur militaire.

### Amirauté
En 1373, Charles V le nomme amiral de France. Il réorganise la marine, met en place un important programme de construction, créé les garde-côtes, organise des surveillances sur les côtes et délivre des licences pour la construction et vente des bateaux. Vienne pousse le roi à développer à nouveau l'outil naval français, abandonné après la désastreuse bataille de L'Écluse en 1340 qui a vu la flotte française quasiment disparaître.
Jean de Vienne a été un des premiers stratèges à comprendre que les opérations navales, notamment amphibies, pouvaient faire fléchir l'Angleterre, de sorte qu'il conduisit plusieurs expéditions contre les côtes du sud de l'Angleterre, de 1377 à 1380, de Plymouth en passant par l'île de Wight jusqu'à Rye.
Entre 1381 et 1385, il se bat, toujours pour le roi de France, Charles V, contre les Flamands, notamment lors de la bataille de Roosebeke.

En 1385, après avoir conseillé l'opération au roi de France, le roi missionne Jean de Vienne pour mener un débarquement en Écosse avec une armée française transportée par 180 navires, dans le but de prendre à revers les Anglais et d'envahir l'Angleterre par le nord. En route, il bat une flotte anglaise qui tentait d'empêcher les Français de rejoindre l'Angleterre lors de la seconde bataille de l'Écluse. Malgré la victoire de Wark, après la défection des Écossais, il est contraint de faire retraite et à ré-embarquer.
Après que Charles VI eut succédé à son père Charles V sur le trône de France, la Marine connut un déclin car Charles VI ne partageait pas l'intérêt de son père.
Jean de Vienne rejoint alors la Croisade du roi Sigismond de Hongrie contre l'Empire ottoman. Il est tué lors de la bataille de Nicopolis en Bulgarie. Son corps est rapatrié et inhumé dans la chapelle familiale dans l’abbatiale de l’abbaye cistercienne de Bellevaux en comté de Bourgogne (actuelle Franche-Comté).
Jean de Vienne est le premier amiral français à avoir conçu et mis en œuvre une véritable stratégie navale.
Trois bâtiments de la Marine nationale ont porté son nom.

## Postérité
Jean de Vienne (les généalogies anciennes données par le Père Anselme et Moréri sont en partie dépassées ; Gérard Pelot a renouvelé la question) épousa en mars 1356 Jeanne d'Oiselay (branche bâtarde des comtes de Bourgogne, issue d'Etienne, fils naturel d'Étienne II d'Auxonne), dame de Bonnencontre et probablement de Clervans/Clairvans. Ils eurent vraisemblablement trois enfants : Philippe, Pierre et Jeanne.

## Hommage
Un commissariat des Chantiers de la jeunesse française portait le nom de Jean de Vienne.
La promotion 1997 du Groupe-école du commissariat de la marine (commissaires de la marine et officiers du corps technique et administratif de la marine, d'active et de réserve) porte le nom de Jean de Vienne.
Bernard de Pirey Saint-Alby a publié, en 1934, un livre consacré à Jean de Vienne qu'il qualifie de « du Guesclin de la mer ».